# جان س. جبريل
جان س. جبريل (بالإنجليزية: Jan C. Gabriel)‏ هو دي جيه أمريكي، ولد في 1940، وتوفي في 10 يناير 2010.